# 藤間 (行田市)
藤間（とうま）は、埼玉県行田市の大字。郵便番号は361-0014。本項では同地域にかつて存在した北埼玉郡藤間村（とうまむら）についても記す。

## 地理
行田市東端部に位置する。西で下須戸・小針、東・南・北で真名板に接する。北部で真名板が細長く延びているため羽生市下新郷とは接しない。概ね見沼代用水の左岸にあたるが、小針との間に相互に対岸飛地がある。北端付近を国道125号が通過する。

### 河川
- 星川（見沼代用水）
- 関根落

## 歴史

### 沿革
- 幕末時点では埼玉郡藤間村であった。旗本加藤氏の知行。
- 1868年（慶応4年）6月19日 - 武蔵知県事・山田政則（忍藩士）の管轄となる。
- 1869年（明治2年）
  - 1月10日 - 山田政則知県事が宮原忠英に交代。
  - 1月13日 - 武蔵知県事・宮原忠英の管轄区域に大宮県を設置。県庁は東京府馬喰町に置かれる。
  - 9月29日 - 県庁が浦和に置かれ浦和県に改称。
- 1871年（明治4年）11月13日 - 第1次府県統合により埼玉県の管轄となる。
- 1879年（明治12年）3月 - 郡区町村編制法の埼玉県での施行により北埼玉郡の所属となる。
- 1889年（明治22年）4月1日 - 町村制の施行により、北埼玉郡藤間村が単独で自治体を形成。太田村・真名板村・関根村と太田組合村を結成し、組合役場を太田村大字下須戸に設置。
- 1901年（明治34年）10月15日 - 太田組合村を解消し、4村の区域をもって改めて太田村が発足。同日藤間村廃止。太田村の大字藤間となる。
- 1957年（昭和32年）3月30日 - 太田村が行田市に編入。行田市の大字となる。

## 世帯数と人口
2017年（平成29年）10月1日現在の世帯数と人口は以下の通りである。
| 大字 | 世帯数 | 人口  |
| ---- | ------ | ----- |
| 藤間 | 94世帯 | 196人 |

## 小・中学校の学区
市立小・中学校に通う場合、学区は以下の通りとなる。
| 番地 | 小学校               | 中学校             |
| ---- | -------------------- | ------------------ |
| 全域 | 行田市立太田東小学校 | 行田市立太田中学校 |

## 交通
地内に鉄道は敷設されていない。

### バス
- 行田市内循環バス
  - 東循環コース（協同観光バスに委託）
    - 行田市バスターミナル - 教育文化センター前 - 古代蓮の里 - 地域文化センター - 太田公民館 - 行田市駅前 - 行田市バスターミナル

### 道路
地内に国道および主要地方道・一般県道は通っていない。

## 施設
- 太田保育園
- 藤間会館
- 藤間神社